# Bogusław Kokotek
Bogusław Kokotek (ur. 16 czerwca 1949, zm. 24 lipca 2016) – czesko-polski duchowny ewangelicki, pastor Śląskiego Kościoła Ewangelickiego Augsburskiego Wyznania, dziennikarz, publicysta, działacz społeczny i ekumeniczny. 

## Życiorys
Urodził się w 1949 w Łyżbicach na Zaolziu, w polskiej rodzinie ewangelickiej jako syn Rudolfa i Anny. Ukończył szkołę podstawową z językiem polskim w Trzyńcu, a następnie polskie gimnazjum w Czeskim Cieszynie. W młodości pobierał również przez dziesięć lat lekcję gry na fortepianie. Po ukończeniu szkoły bezskutecznie starał się o przyjęcie na studia pedagogiczne, na Uniwersytecie Ostrawskim. W okresie praskiej wiosny podjął studia teologiczne na ewangelicko-augsburskim fakultecie w Bratysławie, po ukończeniu których został powołany do odbycia służby wojskowej. Służył w wojskach lotniczych przy tzn. zabezpieczeniu lotów i w sztabie wojskowym. Był również laureatem drugiego miejsca w ogólnokrajowym Wojskowym Konkursie Twórczości Kulturalnej. W latach 1977–1986 był pastorem w zaolziańskim Nawsiu, będąc jednocześnie administratorem parafii w pobliskim Gródku. W latach 1986–1993 pełnił posługę w parafii w Trzanowicach, od 1991 piastując także funkcję administratora parafii „Na Niwach” w Czeskim Cieszynie. W 1996 został wybrany pastorem parafii „Na Niwach” sprawując urząd do przejścia na emeryturę w październiku 2011. 
W 1993 zainicjował na antenie ostrawskiego radia ekumeniczną audycję „Głos Chrześcijan”. Był również pomysłodawcą i gospodarzem telewizyjnego programu „Cieszyńskie minuty chrześcijańskie”, a także wieloletnim redaktorem naczelnym „Kalendarza Ewangelickiego” i „Przyjaciela” (wcześniej „Przyjaciela Ludu”). Piastował funkcję prezesa Towarzystwa Ewangelickiego w Republice Czeskiej oraz kapelana Koła Polskich Kombatantów w Republice Czeskiej. Piastował również mandat radnego miasta Trzyniec. Był żonaty i miał troje dzieci.
W marcu 2016 prezydent RP Andrzej Duda odznaczył ks. Bogusława Kokotka – za wybitne zasługi w działalności na rzecz środowiska polonijnego w Czechach, za krzewienie polskiej kultury i tradycji narodowych – Złotym Krzyżem Zasługi.